# 11081 Persäve
11081 Persäve è un asteroide della fascia principale. Scoperto nel 1993, presenta un'orbita caratterizzata da un semiasse maggiore pari a 2,8718829 UA e da un'eccentricità di 0,0471806, inclinata di 1,96717° rispetto all'eclittica.